# Jayuya (Jayuya)
Jayuya es un barrio-pueblo ubicado en el municipio de Jayuya en el estado libre asociado de Puerto Rico. En el Censo de 2010 tenía una población de 1222 habitantes y una densidad poblacional de 3.322,65 personas por km².

## Geografía
Jayuya se encuentra ubicado en las coordenadas 18°13′11″N 66°35′33″O / 18.21972, -66.59250. Según la Oficina del Censo de los Estados Unidos, Jayuya tiene una superficie total de 0.37 km², que corresponden a tierra firme.

## Demografía

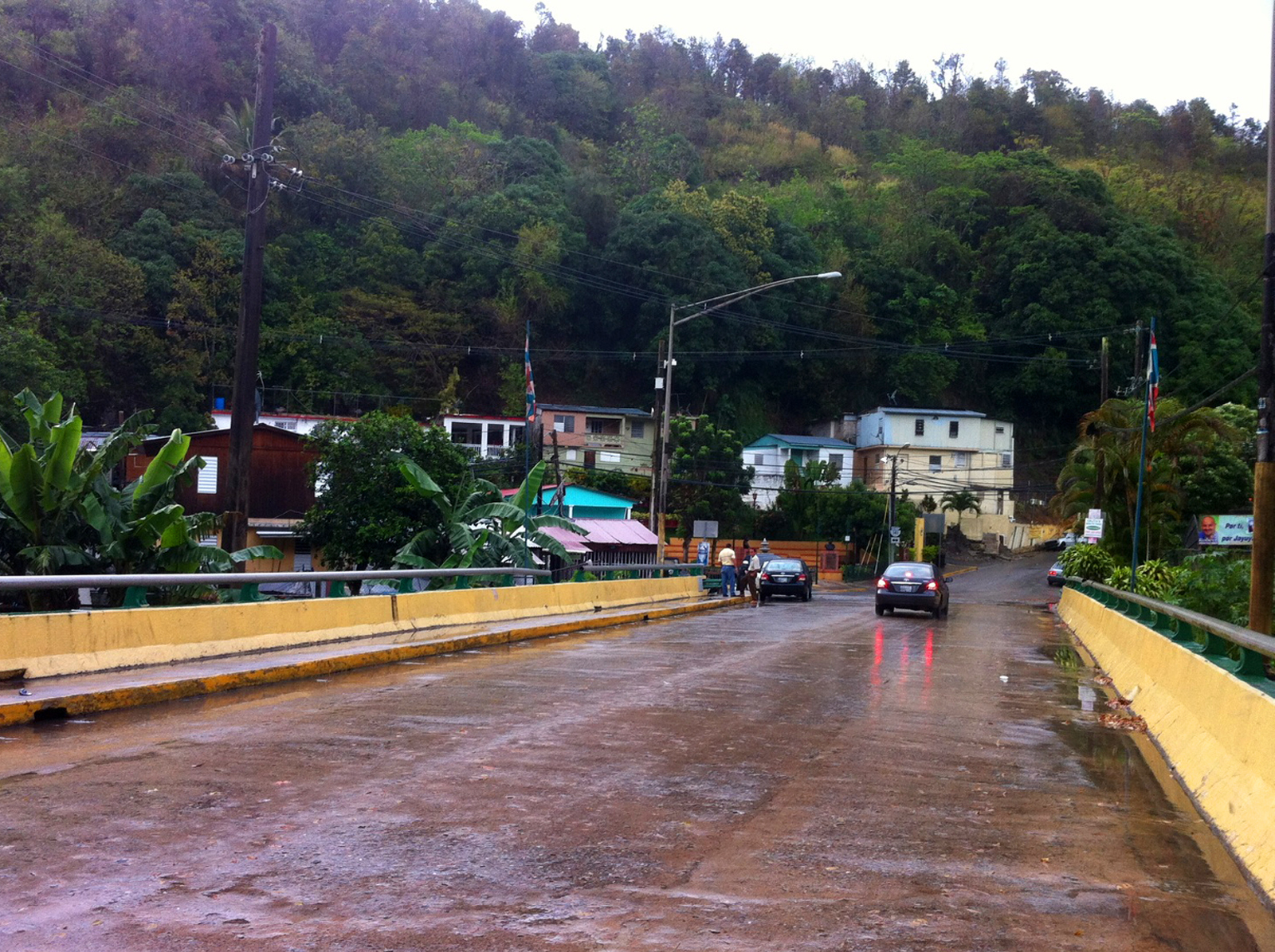
Puente sobre el río Grande de Jayuya (PR 141R), entrada al pueblo de Jayuya hacia la izquierda

Según el censo de 2010, había 1222 personas residiendo en Jayuya. La densidad de población era de 3.322,65 hab./km². De los 1222 habitantes, Jayuya estaba compuesto por el 91.08% blancos, el 3.85% eran afroamericanos, el 0.16% eran amerindios, el 0.16% eran asiáticos, el 3.93% eran de otras razas y el 0.82% pertenecían a dos o más razas. Del total de la población el 99.26% eran hispanos o latinos de cualquier raza.